# Суджина
Суджина (тадж. Сӯҷина) — посёлок в Пенджикентском районе Согдийской области Таджикистана. Расположен на левом берегу реки Зеравшан. Через посёлок протекает Могиендарья.
Административно входит в состав Джамоат Суджина и является административным центром данного джамоата.